# Фильс (приток Дуная)
Фильс (нем. Vils) — река в Германии, протекает по земле Бавария. Правый приток Дуная. Речной индекс 174. Площадь бассейна реки составляет 1445 км². Длина реки 68,62 км. Высота истока 425 м. Высота устья 297 м.
Образуется на территории общины Шалькхам при слиянии двух рек — Гросе-Фильс (Große Vils) и Кляйне-Фильс (Kleine Vils). В описании своих характеристик Фильс иногда рассматривается совместно с Фильсканалом и Гросе-Фильсом. Тогда общая длина реки 127,54 км, площадь водосборного бассейна — 1449,02 км².

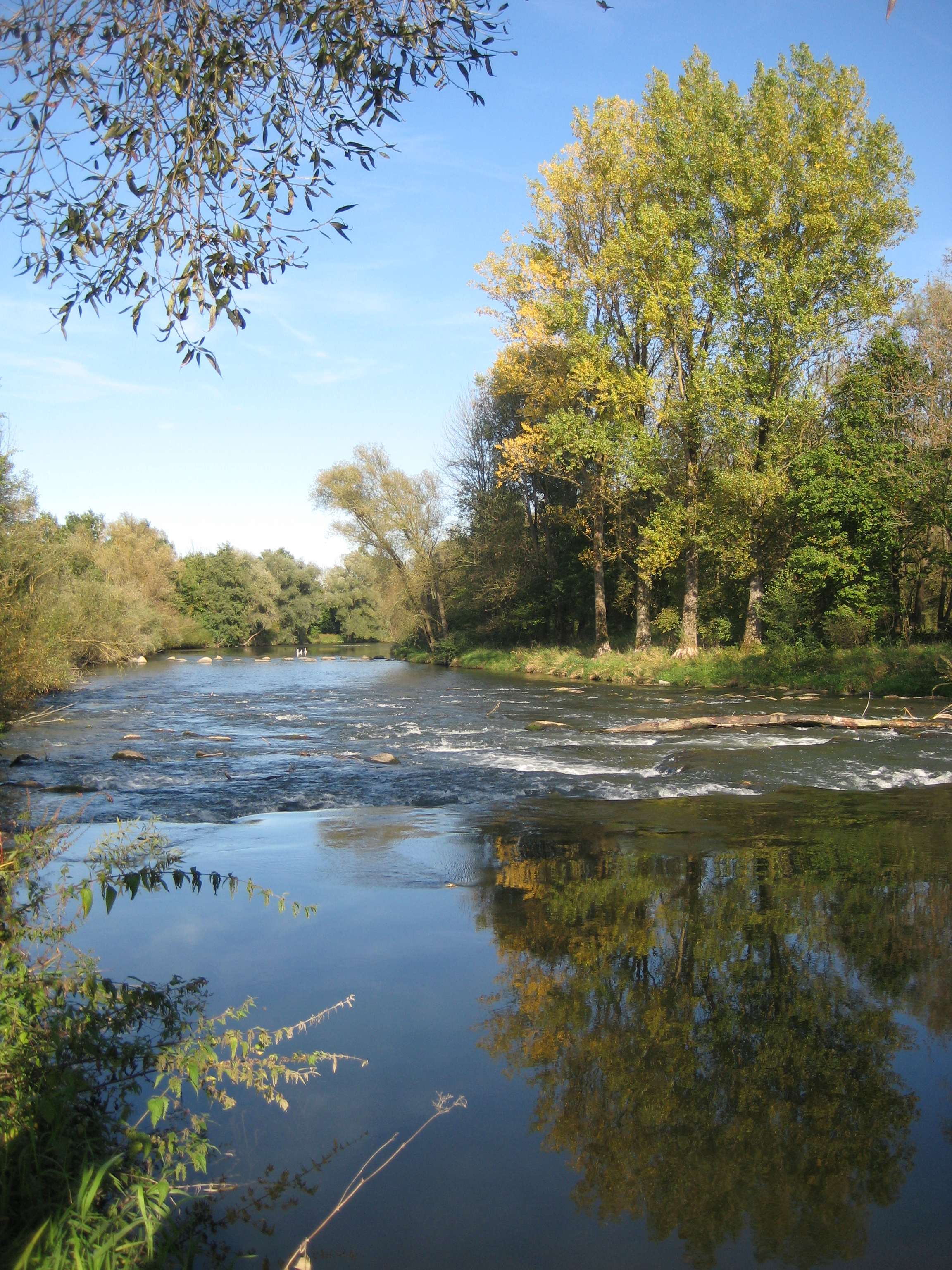
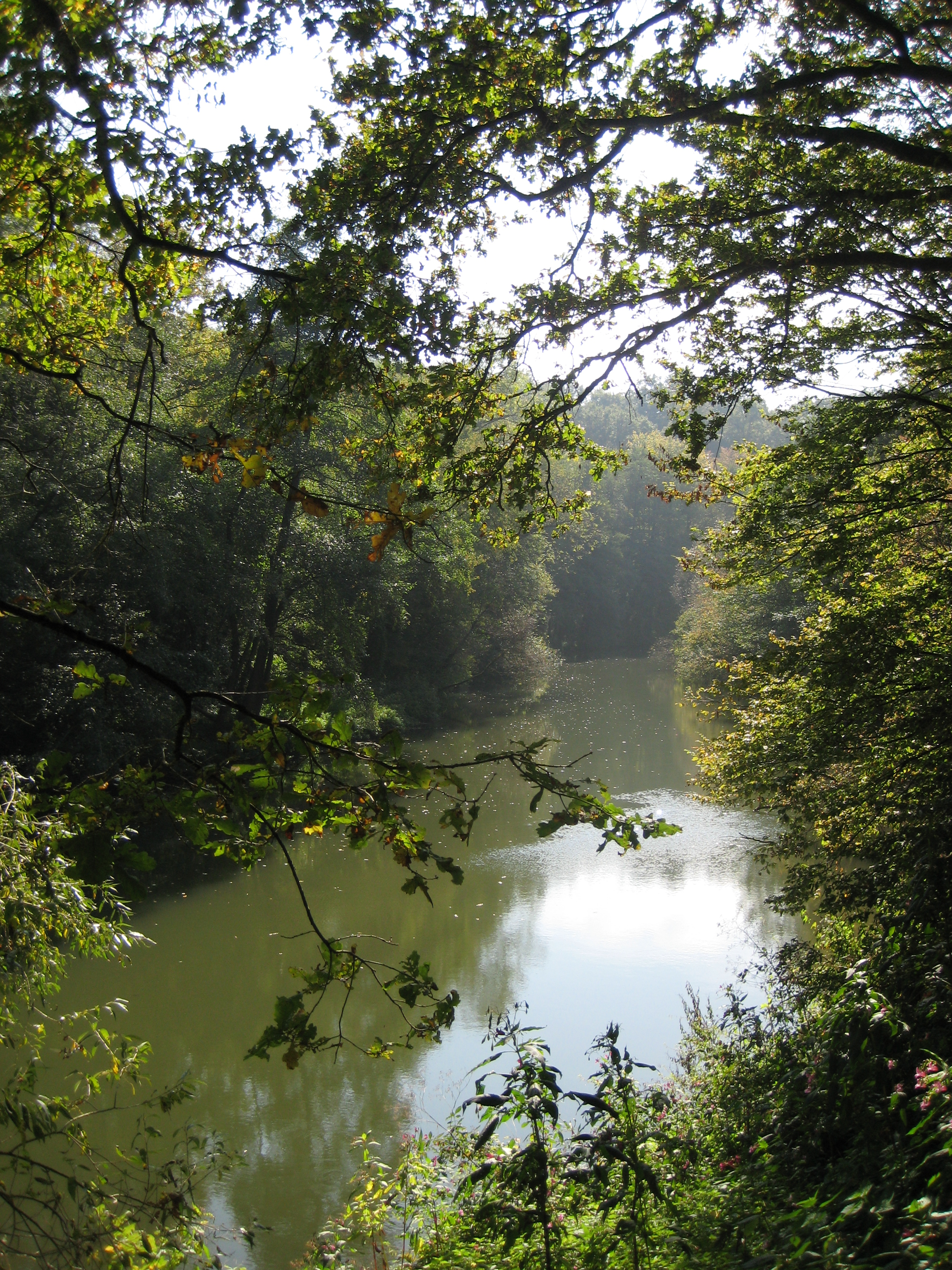
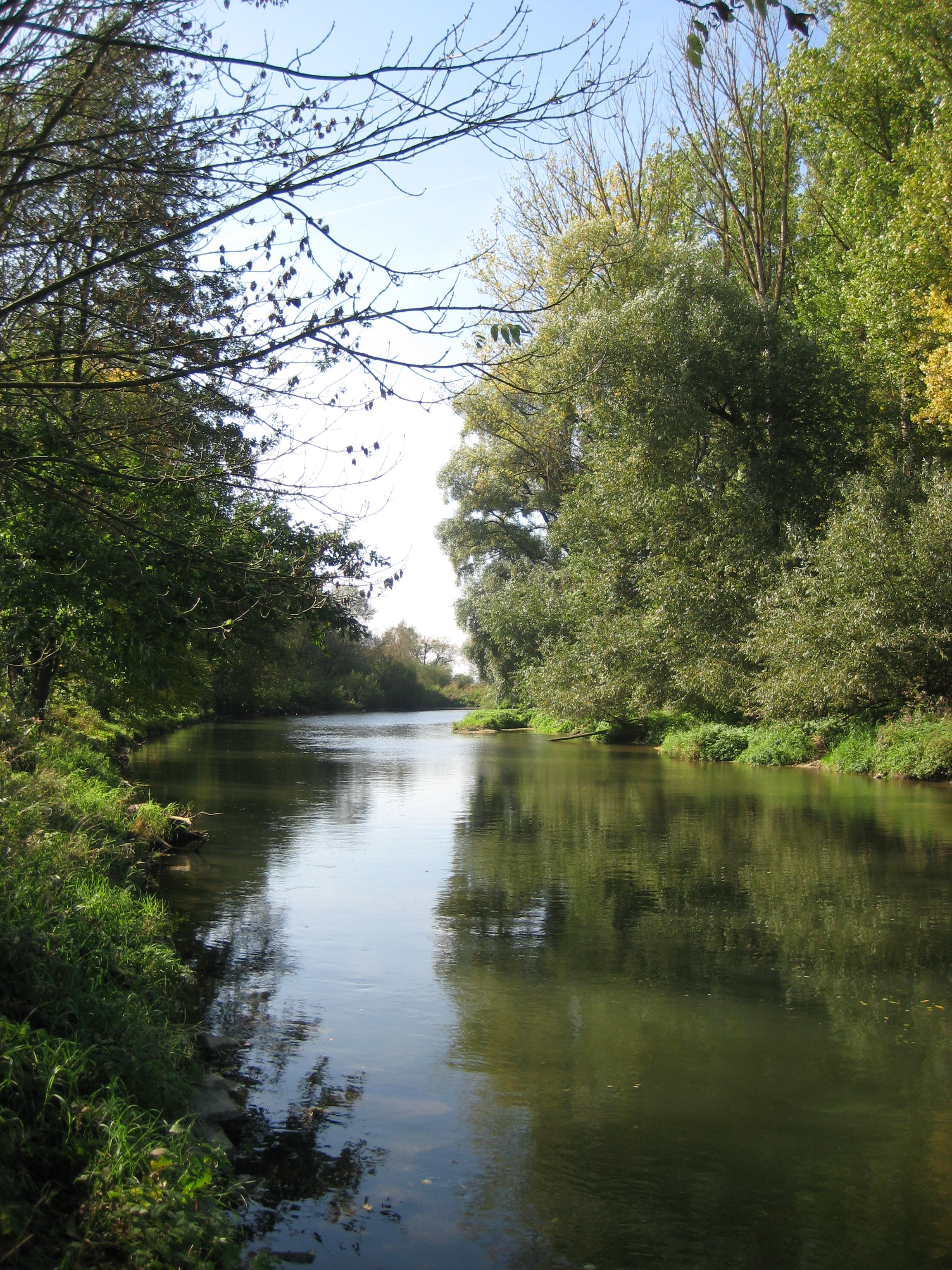